# Repschenroth
Repschenroth ist ein historisches Dorf im Oberbergischen Kreis des Regierungsbezirk Köln von Nordrhein-Westfalen. Es ist eines der drei Dörfer, aus denen im Jahr 1901 der Ort Bielstein gebildet wurde. Repschenroth liegt im Bereich des Bielsteiner Ortskerns. Seit 1969 gehört die Ortslage von Repschenroth zur Stadt Wiehl.

## Lage
Repschenroth liegt im Homburger Ländchen, dreieinhalb Kilometer Luftlinie nordwestlich von Wiehl und achteinhalb Kilometer südwestlich von Gummersbach. Umliegende Ortschaften sind Oberbantenberg im Norden, Kehlinghausen im Osten, Linden im Südosten, Damte im Süden, Helmerhausen im Westen und Dreibholz im Nordwesten. Repschenroth liegt an der Landesstraße 95 nach Nümbrecht und der Landesstraße 321 zwischen Drabenderhöhe und Gummersbach. Nördlich von Repschenroth mündet der Bechbach in die Wiehl.

## Geschichte
Repschenroth wurde erstmals im Jahr 1490 als Repscherrade urkundlich erwähnt, eine weitere überlieferte Ortsnamensform ist Repserodt. Der Ort gehörte zunächst zur Reichsherrschaft Homburg und kam im Jahr 1806 zum Großherzogtum Berg. Nach den Beschlüssen vom Wiener Kongress wurde Repschenroth preußisch, in Preußen gehörte der Ort erst zur Provinz Jülich-Kleve-Berg und ab 1822 zur Rheinprovinz. Seit 1825 lag Repscheroth im Kreis Gummersbach, der 1932 mit mehreren anderen Kreisen zum Oberbergischen Kreis fusionierte.
Verwaltungstechnisch gehörte Repschenroth seit jeher zur Gemeinde Drabenderhöhe. Im Jahr 1901 wurden die inzwischen zusammengewachsenen Ortschaften Repschenroth, Dreibholz und Neubielstein in einem Ortsteil zusammengefasst und in Bielstein umbenannt. Seither ist die Nutzung des Ortsnamens Repschenroth ungebräuchlich geworden. Die verwaltende Gemeinde Drabenderhöhe wurde 1960 in Bielstein (Rheinland) umbenannt. Diese wurde am 1. Juli 1969 in die Stadt Wiehl eingegliedert.